# 大巨獣ガッパ
『大巨獣ガッパ』（だいきょじゅうガッパ）は、1967年（昭和42年）4月22日に公開された日活製作の日本のカラー怪獣映画作品である。監督は野口晴康、主演は川地民夫。シネマスコープ。

## 概要
日活が当時の「怪獣ブーム」に乗って製作した唯一の怪獣映画であるが、後述のガッパの特徴や、企業・科学者の倫理のみならず、仕事に猛進して家庭をないがしろにする親など家族をテーマに据えた内容から、怪獣映画の中でも独特の存在感を持つ作品である。
日活では初の本格的特撮怪獣映画であり、ストーリーはいくつものプロットが作成され、2本のパイロットフィルムを経て、完成作品に至った。

## ストーリー
週刊誌『プレイメイト』記者の黒崎浩は、カメラマンの小柳糸子、そして東都大学生物学助教授・殿岡らと共に、プレイメイト社長・船津の命を受けて南太平洋の探検を行っていた。この探検には、会社が創刊5周年記念で計画中の南国をイメージした一大テーマパークを実現させるため、生物採集や現地人のスカウトの意味もあった。
長い航海の末、噴火中のキャサリン諸島オベリスク島に謎の石像を発見した一行は島へ上陸。一行は島民達に遭遇するが、戦前日本の統治下にあったか、あるいは戦時中日本軍の占領下にあったらしく、彼らの一部は日本語を理解でき、「日本人が帰ってきた」と手厚い歓迎を受ける。そんな中、先の石像が気になった黒崎は少年・サキにその件を尋ねる。サキは黒崎と糸子を連れ、その場所へと案内する。
やがて3人は巨大な石像の元にたどり着く。と、突如として発生した地震によって石像は倒れ、その跡には洞窟の入り口が出現した。サキの制止も聞かず、黒崎と糸子は中へと入っていく。島の地下には巨大な地底湖があり、巨大な骨、そして2メートルほどの大きな卵があった。さらに、卵が孵化し、思わぬ獲物に喜んだ黒崎はガッパの怒りを恐れる島民の反対を押し切って、日本へ連れ帰ってしまう。子供が連れ去られたことを知った親ガッパは怒りに荒れ狂って島の集落を襲撃する。
一方、東京へ着いた黒崎らは子ガッパを調べるうちに、自分の所在を遠隔地の仲間に伝える能力があることを知る。その頃、国籍不明の飛行物体2機が出没。殿岡はその飛行物体を「親ガッパではないか？」と直感する。そしてついに2羽の親ガッパが相模湾からその巨体を現す。2羽は熱海市のホテル街を蹂躙、出動した自衛隊を、口から吐く4000度の高熱線で焼き尽くして退け、河口湖湖底に潜伏する。
ガッパは瞬く間に人々の話題をさらい、ガッパを特集した『プレイメイト』は大ヒットする。雑誌の売れ行きに喜ぶ船津。時を同じく、米海軍の潜水艦に救助されて島から来日したサキは子ガッパをすぐ親に返すよう説得するが、糸子以外は誰も応じない。一方、弱点である不協和音で河口湖から追い出されたガッパは、日光を経て国道4号に沿って子ガッパのいる東京に向かう。東京全滅が懸念される中、サキの「子ガッパを返せば親ガッパはおとなしく帰る」という言葉通り、黒崎らは子ガッパを羽田空港で解放。やがて子ガッパの鳴声に誘導されて現われた親ガッパは再会を喜び、まだ飛べない子ガッパに飛び方を教え、夜明けの空を3羽で南を目指して飛び去っていく。

## 大巨獣ガッパ
太い胴体から手足、尻尾にかけて全身が三角形の鱗で覆われ、背中に大きな羽根のついた姿をしており、陸・海・空に適応している。オベリスク島の守護神的存在と考えられる。
オス・メス（夫婦 = 父・母）に加えて、子供まで存在するという極めて希有な怪獣である。夫婦間の関係は当然良好であるが、子供を思いやる感情は人間を上回るものを有する。巨大怪獣であるが故の都市破壊は行うが、それは人間に連れ去られた子供を奪い返すための必死の行動であり、さらに怪獣の親子が再会を喜び抱擁するシーンを描くという手法で親子の情愛を表現しており、怪獣映画としては珍しく叙情的な作品でもある。
劇中での能力
歯のある太い嘴からは、青白い4000度の炎を放射する。
- 河口湖に潜伏した際、毒液を流し込んだが、ガッパには無効であった。この要因は「光線にある」と劇中で推測されている。
- 他の爬虫類に比べ音に敏感。
- 水中では目が青白く光り、陸上では黄色く光る。
- 子ガッパは身体が帯電しており、金属が身体に触れると放電スパークする。
- まぶたが存在するが、人間などと逆に下まぶたとなっている。

デザイン、造形等
デザインは渡辺明による。同じ渡辺の手がけたウルトラマンのデザイン初稿の「ベムラー」に似ているが、そもそものデザインのヒントは迦楼羅像や烏天狗にあった。
ぬいぐるみの造形は開米栄三がメインとなって行った 。
当時、ニットーから、ゼンマイ仕掛けで歩行するプラモデルキットが発売されていた。
諸設定
この怪獣ガッパの生態や能力などについては、美術スタッフによって細かい設定がなされていた。これらの諸設定は、本作DVDの特典映像で詳しく紹介されている。
- 飛行速度はマッハ6。水中移動速度は150ノット。破壊力は200万馬力。
- ガッパの背中の羽根は、鳥類の前足にあたる翼とは異なり、肋骨が進化したものである。
- メスのガッパの足にある真珠のような部分は、見た者の目を潰してしまう。
- 地球がまだガス雲であった頃、すでにガッパは存在し、さまざまな怪獣たちと激戦を繰り広げていたという。地球の海水が塩辛いのは、地球が誕生する際にガッパの体内にある蓄電器官の塩基元素が溶け出したためである。
- メスのガッパが熱海に上陸した際に銜えている巨大な蛸は、「子ガッパが腹を空かしているに違いない」と持参したものであり、母の愛情を描写したものである。

## 登場兵器・メカニック

### 架空
不協和音発生装置
河口湖に潜伏するガッパを水中から追い出すために急遽開発された装置。1基に計8つのスピーカーが取り付けられており、そこから高出力の不協和音を発射する。操作は有線で行われ、4隻の無人モーターボートに1基ずつ乗せられて河口湖の中央付近まで運ばれると、そこで停止したモーターボートと共に湖底へ沈められる。そして、湖底に着底すると不協和音を発射し、この不協和音に耐えきれなくなった2匹のガッパを水上へ追い出すことに成功する。

### 実在
- 61式戦車
- 60式装甲車
- 2トン半トラック
- 1/4tトラック
- 地対空誘導弾改良ホーク
- 105mmりゅう弾砲M2A1
- F-104J戦闘機

## キャスト
- 川地民夫 - 黒崎浩
- 山本陽子 - 小柳糸子
- 小高雄二 - 殿岡大造
- 和田浩治 - 町田
- 藤竜也 - ジョージ・井上
- 雪丘恵介 - 船津
- 山田禅二 - カモメ丸船長
- 加原武門 - オベリスク島の長老
- 杉江弘 - 新聞記者A
- 弘松三郎 - 細田
- 長尾敏之助 - 対策会議の陸上自衛隊司令官
- 神山勝 - 緊急対策会議の教授
- 桂小かん - 林三郎
- 長弘 - 輸送機の機長
- 押見史郎 - 大山
- 大谷木洋子 - 相原
- 河野弘 - 緊急対策本部本部長
- 峰三平 - 島民
- 小柴隆 - プレイメイトの記者
- 玉井謙介 - 島民
- 里実 - プレイメイトの記者
- 松丘清司 - 島民
- 伊藤浩 - 新聞記者B
- 三谷忠雄 - 空港の管制官
- 島村謙次 - プレイメイトの記者
- 漆沢政子 - 島民
- 森みどり -
- 橘田良江 - 熱海の芸妓
- 深町真喜子 -
- 平塚ひろみ - 鶴子
- 町田政則 - サキ
- マイク・ダニーン - アメリカ潜水艦乗組員
- ルイジ・フィダンザー - アメリカ潜水艦艦長
- ポール・シューマン - マクドナルド医師
- 熱海弘到・小永井孝 - ガッパ雄
- 三杉健・戸波志朗 - ガッパ雌
- 小山政則 -
- 松丘英憲 -
- 花柳萬利助 - 日本舞踊の先生
- 漆沢政子 - 振付
- 以下ノンクレジット
- 菊田一郎 - かもめ丸船員
- 坂巻祥子・水城英子・西原泰江 - プレイメイトの女性記者
- 式田賢一・今村弘 - プレイメイトの記者
- 村上和也 - プレイメイトの記者・管制官
- 根本義幸 - 島民・自衛隊員
- 佐藤了一・菅原義夫 - 島民
- 吉田朗人 - 島民・自衛隊幹部
- 大庭喜儀 - 研究所員・副機長
- 露木譲 - 研究所員
- 田中滋 - 管制官
- 園田健夫・椿麻里 - 機長に取材する記者
- 土田義雄 - 熱海の宴席の客・会議の警察関係者
- 市原久 - 宴席の客・結婚記念撮影のカメラマン
- 千代田弘・新津邦夫・池沢竜・久遠利三・山岡正義 - 熱海の宴席の客
- 伊豆見英輔 - 宴席の客・結婚記念出席者
- 宮沢尚子・本間節子 - 熱海の芸妓
- 佐川明子・高橋明 - 熱海の避難民
- 賀川修嗣・水木京一・新村猛 - 会議室の前の記者
- 伊丹慶治・八代康二・緑川宏 - 緊急対策本部会議の自衛隊幹部
- 村田寿男・伊達満・上原一二三 - 緊急対策本部会議出席者
- 山之辺潤一 - 河口湖の対策本部の自衛隊幹部
- 東郷秀美 - 緊急対策本部のメガネの記者

## スタッフ
- 監督：野口晴康
- 企画：児井英生
- 原案・特技監督：渡辺明
- 脚本：山崎巌、中西隆三
- 撮影：上田宗男
- 照明：土田守保
- 編集：辻井正則
- 美術：小池一美
- 録音：高橋三郎
- 現像：東洋現像所
- 音楽：大森盛太郎
- 助監督：橋本裕、林功、小沼勝

### 特殊撮影スタッフ
- 撮影：柿田勇、金田啓治、中村義幸
- 照明：高橋勇
- 美術：山本陽一
- 協力：株式会社日本特撮映画
  - 渡辺明、菅沼峻、真野田幸雄、大隅銀蔵

## 主題歌
「大巨獣ガッパ」
作詞：一条ひかり / 作曲：米山正夫 / 歌：美樹克彦
「がんばれ仔ガッパ」
作詞：中原良 / 作曲：大森盛太郎 / 歌：ダニー飯田とパラダイス・キング

## 特徴
ゴジラやウルトラ怪獣など、他社の怪獣作品が積極的に建造物を破壊するのに対し、ガッパはあくまで行く手を阻むもののみを破壊する。これは、「子供に見せる映画として、破壊に快楽を求めさせてはいけない」という意図的な演出である。
「怪獣が主人公らの機転によって怒りを静め、空港から飛び発って南の島へ帰る」という結末は、東宝の『モスラ』に似ている。また、日本製の怪獣映画としては数少ない、人類・怪獣ともにハッピーエンドを迎える作品となっている。
本作は、社団法人「映画輸出振興協会」による輸出映画産業振興金融措置の融資を受けて製作された。また、ストーリーはイギリスの怪獣映画『怪獣ゴルゴ』（1961年）を下敷きにしたと言われている。
なお、米軍の扱いであるが、カーラジオから「対策本部が自衛隊と米軍に撃退協力を依頼」「まもなく攻撃が始まる予定」と言及されるに留まっている。
熱海城に迫ったガッパを戦闘機が攻撃するシーンで、スタジオ天井の照明器具が写ってしまっているカットがある。(53'42")
本作品の合成には、飯塚定雄や石井義雄ら東宝の合成スタッフが同社に無断で参加している。石井によれば、本作品への参加は日活の特撮スタッフである金田啓治からの依頼であったといい、撮影所には行かず自宅で作業を行っていたため、問題にはならなかったという。

## 漫画
- 少年ブック 1967年正月増刊号付録 作画：鹿野サトル
- 別冊冒険王 1967年春季号 作画：中沢啓治

## 映像ソフト
- 2000年2月25日に『大巨獣ガッパDVDコレクターズBOX』が日活より発売された[9][10]。

## サウンドトラック
- 大巨獣ガッパ オリジナル・サウンドトラック（2020年8月19日/CINEMA-KAN/規格番号CINK-102）

本編で使用された音源に加えて海外公開版で使用された音楽も収録されているほか、付属のブックレットに撮影中やスーツ製作時の貴重な写真が掲載されている。